# Wileroltigen
Wileroltigen é uma comuna da Suíça, situada no distrito administrativo de Berna-Mittelland, no cantão de Berna. Tem 4,15 km² de área e sua população em 2018 foi estimada em 360 habitantes.